# Wingdings

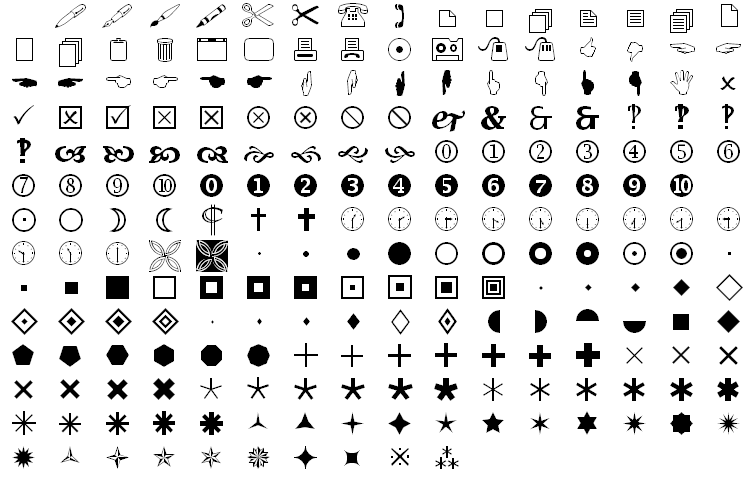
Exempel på Wingdings.

Wingdings är ett typsnitt i form av dingbat-symboler. Typsnittet var populärt under 1990-talet.

## Historia
År 1985 skapade paret Charles Bigelow och Kris Holmes typsnittet Lucida som innehöll flera olika symboler. Med tiden insåg de att det fanns ett behov av att kunna använda fler symboler och de skapade därför de tre extra typsnitten Lucida Icons, Lucida Arrows och Lucida Stars år 1990. Efter några månader köpte Microsoft rättigheterna till de tre typsnitten och kombinerade dem till ett enda typsnitt som de kallade för Wingdings. Namnet är en kombination av dingbats och Windows. Samma år blev Wingdings en del av operativsystemet Windows och blev ett kulturellt fenomen.
År 1997 släpptes typsnittet Webdings, en uppdaterad version av Wingdings gjord specifikt för internetanvändning. I takt med att högupplösta bilder blivit mer lättillgängliga på nätet och emojier lanserats så har Wingdings popularitet gått ner.